# Трапезария
Трапезарията е жилищно помещение за хранене. В днешно време трапезарията обикновено е свързана с кухнята за удобство при сервиране, въпреки че в средновековието често се е намирала на отделен етаж. По традиция трапезарията е обзаведена с голяма трапеза (маса за хранене) и комплект трапезни столове. Най-разпространената форма на масата е правоъгълната, с два стола с подлакътници в краищата си и четно число столове без подлакътници по дългите си страни.